# Tessancourt-sur-Aubette
Tessancourt-sur-Aubette település Franciaországban, Yvelines megyében. Lakosainak száma 971 fő (2022. január 1.). Tessancourt-sur-Aubette Évecquemont, Gaillon-sur-Montcient, Meulan-en-Yvelines és Condécourt községekkel határos.

## Népesség
A település népessége az elmúlt években az alábbi módon változott:
| Lakosok száma | 964  | 999  | 1023 | 1024 | 1041 | 1051 | 1024 | 998  | 971  |
|               | 2013 | 2015 | 2016 | 2017 | 2018 | 2019 | 2020 | 2021 | 2022 |